# Mission: Impossible – Phantom Protokoll
Mission: Impossible – Phantom Protokoll (Originaltitel Mission: Impossible – Ghost Protocol) ist der vierte Teil der Mission-Impossible-Filmreihe von Paramount Pictures. In der Hauptrolle ist Tom Cruise als Agent Ethan Hunt der Impossible Mission Force (IMF) zu sehen. Weltpremiere hatte der Film am 7. Dezember 2011 in Dubai. In Deutschland lief der Film am 15. Dezember 2011 in den Kinos an. 2015 folgte mit Mission: Impossible – Rogue Nation Teil fünf der Reihe, der wiederum mehrfach fortgesetzt wurde, zuletzt 2025 mit dem achten Teil der Reihe, Mission: Impossible – The Final Reckoning.

## Handlung
In Budapest soll der IMF-Agent Trevor Hanaway auftragsgemäß einen Boten eines unter dem Tarnnamen Cobalt agierenden Terroristen abfangen. Er kann dem Boten die gesuchten Papiere abnehmen, wird aber kurz danach von der Auftragsmörderin Sabine Moreau getötet.
Hanaways Teamleiterin Jane Carter und der erst kürzlich zum Außendienstagenten beförderte Benji Dunn befreien Ethan Hunt und dessen Informanten Bogdan aus einem Moskauer Gefängnis. Hunt führt Carter und Dunn für einen Undercover-Auftrag in die russische Hauptstadt, um in den Archiven des Moskauer Kreml Dateien zu suchen, mit deren Hilfe das IMF Cobalt identifizieren könnte. Ihre Mission wird durch einen nicht freigegebenen Funkspruch über eine IMF-Frequenz kompromittiert, wodurch die russischen Sicherheitskräfte auf Hunts Team aufmerksam werden. Hunt, Dunn und Carter können aus dem Kreml entkommen, der aber unmittelbar danach durch einen Bombenanschlag zerstört wird. Hunt, der an ein Bett gefesselt in einem Moskauer Krankenhaus erwacht, wird von einem russischen Agenten beschuldigt, den Anschlag durchgeführt zu haben.
Die russische Regierung stuft den Anschlag als kriegerische Handlung ein, wodurch die Vereinigten Staaten gezwungen sind, das geheime Phantom-Protokoll zu initiieren und jegliche Kenntnis der Tätigkeit des IMF abzustreiten. Hunt kann währenddessen aus dem Krankenhaus fliehen. Er trifft den „Sekretär“ genannten IMF-Chef, der ihm die Möglichkeit zur Flucht einräumt. Noch bevor Hunt fliehen kann, werden der „Sekretär“ und dessen Fahrer von russischen Spezialeinheiten getötet. Hunt und der sich ebenfalls im Wagen befindliche Sicherheitsanalyst William Brandt können fliehen.
Das Team kann Cobalt als den schwedischstämmigen Russen Kurt Hendricks identifizieren. Der Atomwaffenstratege will die Menschheit in einen Atomkrieg führen, um die nächste Stufe der Evolution zu erreichen. Hendricks konnte vor seinem Bombenanschlag auf den Kreml einen russischen Atomkoffer erbeuten und benötigt nur noch die Aktivierungscodes, die sich seit der Budapester Mission in der Hand der Auftragsmörderin Moreau befinden.

Der Burj Khalifa

Hendricks’ Gehilfe Wistrom soll die Codes von Moreau bei einem Treffen im Burj Khalifa in Dubai gegen Diamanten eintauschen. Hunt und sein Team präparieren die Räume so, dass Moreau und Wistrom nicht miteinander sprechen, sondern stattdessen mit den IMF-Agenten. Der Tausch gelingt zunächst, aber Moreau bemerkt die verdeckte Aktion und wird bei einem Kampf mit Carter aus einem zerstörten Fenster gestoßen und getötet. Wistrom, der in Wahrheit der verkleidete Hendricks ist, kann nach längerer Verfolgungsjagd mit Ethan Hunt in einem Sandsturm mit den Codes entkommen.
Brandt beschuldigt Carter, Moreau nur aus Rache für Hanaway getötet zu haben und die Mission mit ihren persönlichen Rachegefühlen zu gefährden. Es kommt zum Streit zwischen Hunt und Brandt, der mehr als ein einfacher Analyst zu sein scheint. Während Hunt über seinen ehemaligen Mithäftling Bogdan nach weiteren Informationen sucht, gibt Brandt gegenüber dem restlichen Team zu, in einer früheren Mission mit dem Schutz Hunts und dessen Frau Julia betraut gewesen zu sein. Er glaubt, dabei versagt zu haben, weswegen Julia sterben musste. Ethan wurde nach dem Tod seiner Frau von der IMF nach einem unautorisierten Mord fallengelassen und landete so in Moskau im Gefängnis. Carter erkennt die Parallele zwischen sich und Hunt und begreift, dass Hunt den Mord aus Rache für Julias Tod begangen hatte, und reflektiert ihre eigenen Rachegefühle.
Hunt hat derweil über Bogdans Cousin erfahren, dass Hendricks im indischen Mumbai einen sowjetischen Satelliten vom Unternehmer Brij Nath kauft, um den Abschuss der Rakete zu koordinieren.
Brandt und Dunn brechen in den Serverraum ein, und Carter zwingt Nath zur Preisgabe wichtiger Abbruchcodes für den Satelliten. Hendricks kann die Server jedoch offline schalten und lässt ein Atom-U-Boot eine Rakete auf San Francisco abfeuern. Hunt verfolgt Hendricks, und die restlichen Teammitglieder müssen den Server wieder ans Netz bringen. Hendricks springt nach längerem Kampf mit Hunt mit dem Atomkoffer von einem Parkhaus. Er nimmt dabei seinen eigenen Tod in Kauf, um den Koffer außer Hunts Reichweite zu bringen. Hunt folgt ihm, indem er sich in ein geparktes Auto setzt und 30 Meter frontal in die Tiefe zum Koffer stürzt. Nachdem der beim Aufprall ausgelöste Airbag schlimmere Verletzungen verhindert, kann Hunt die Rakete in letzter Sekunde deaktivieren. Die entschärfte Atomrakete streift lediglich die Spitze der Transamerica Pyramid und versinkt anschließend in der Bucht von San Francisco. Der russische Agent Sidorow – der Hunt seit dem Anschlag in Moskau verfolgt – stößt kurz darauf zu Hunt und ist nun von dessen Unschuld überzeugt.
Bei einem Treffen des Teams in Seattle einige Wochen nach den Ereignissen erhält das Team von Hunt neue Aufträge. Brandt weist seinen zunächst zurück und willigt erst ein, nachdem Hunt zugibt, dass Julias Tod lediglich inszeniert war. Nur dadurch konnte er in das Moskauer Gefängnis gelangen und Bogdan befreien.
Kurz darauf beobachtet Hunt seine Frau Julia aus einiger Entfernung. Als sie ihn sieht, wirft sie ihm ein Lächeln zu. Hunt erhält danach seinen nächsten Auftrag und verschwindet anschließend in einer Wolke aus Dampf.

## Hintergrund

### Produktion

#### Vorgeschichte und Dreharbeiten

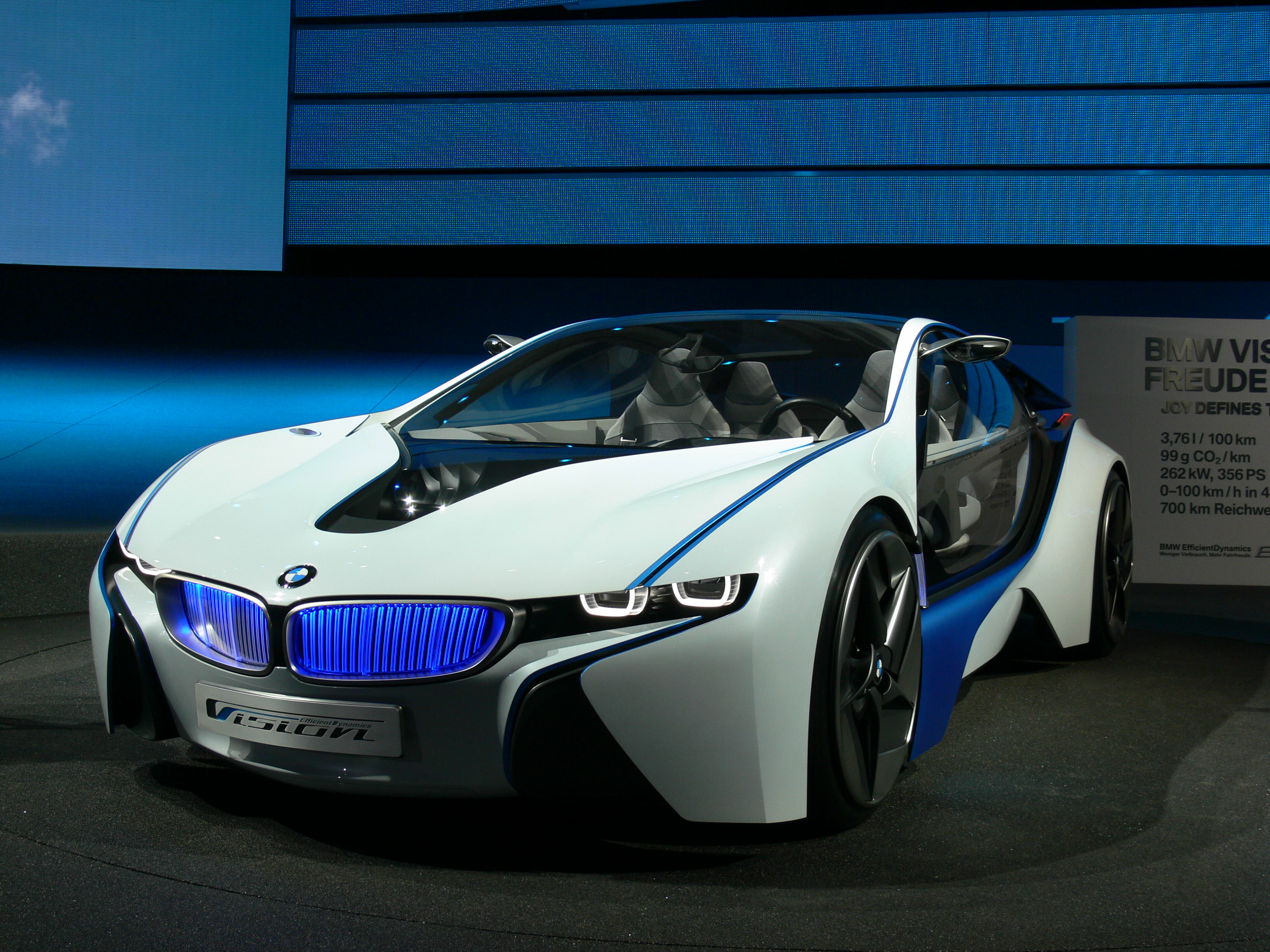
BMW Concept Vision Efficient Dynamics

Nachdem sich infolge des unzureichenden Erfolgs des dritten Films der Reihe, Mission: Impossible III, Paramount Pictures 2006 nach langjähriger Zusammenarbeit von Tom Cruise getrennt hatte und zeitweise Brad Pitt für seine Nachfolge angestrebt worden war, wurde Anfang 2010 doch eine erneute Zusammenarbeit für einen vierten Teil bekanntgegeben.
Die Dreharbeiten begannen am 29. September 2010 und endeten am 19. März 2011. Die Moskauer Szenen des Films wurden zum Teil in Prag gedreht. Hierfür wurden Telefonzellen, Restaurants und andere Objekte originalgetreu nachgebaut. Als Drehorte dienten der Prager Hauptbahnhof, die Prager Burg und bestimmte Straßenzüge. In Dubai entstanden unter anderem die Kletteraufnahmen am Burj Khalifa, die von Tom Cruise selbst ohne Stuntman gespielt wurden. Die Seile, die ihn dabei zu jeder Zeit absicherten, wurden wegretuschiert. Weitere Aufnahmen fanden in Budapest, Moskau, Mumbai, Bangalore, Vancouver, Burnaby und Santa Clarita statt.
Der in den Mumbai-Szenen des Films eingesetzte Wagen ist der Concept Vision Efficient Dynamics von BMW.
Ving Rhames, der im Vorgängerfilm Hunts Partner Luther Stickell spielte, hat am Ende des Films einen kurzen Auftritt, in dem ihm Hunt von seinem letzten Auftrag erzählt und sein Team vorstellt.

#### Technik
Als Kameras wurden die Arriflex 435 Xtreme (mit Panavision G-Series Objektiven), eine IMAX MSM 9802 (mit Hasselblad Objektiven), eine IWERKS MSM 8870 (mit Hasselblad Objektiven), sowie eine Panavision Panaflex Millennium XL2 (mit Panavision C-, E- und G-Series Objektiven) eingesetzt.

#### Deutsche Übersetzung
In diesem Film wird Tom Cruise erstmals nicht von seinem langjährigen Synchronsprecher Patrick Winczewski synchronisiert, der ihm seit 1999 seine Stimme in der deutschsprachigen Synchronisation leiht, sondern von Markus Pfeiffer.

### Premiere
Der Film feierte seine Weltpremiere am 7. Dezember 2011 in Dubai. Am 11. Dezember 2011 war er beim Austin Butt-Numb-A-Thon in den Vereinigten Staaten zu sehen. Im Vereinigten Königreich war er erstmals am 13. Dezember 2011 in London zu sehen. In Deutschland lief er am 15. Dezember 2011 in den Kinos an. In den US-amerikanischen Kinos war der Film ab dem 21. Dezember 2011 zu sehen. Im deutschen Free-TV wurde der Film erstmals am 22. Dezember 2013 ab 20:15 Uhr bei ProSieben gezeigt.

### Einspielergebnis
Bei Produktionskosten in Höhe von etwa 145 Millionen US-Dollar spielte der Film weltweit über 694 Millionen US-Dollar ein und ist damit nicht nur inflationsbereinigt der finanziell erfolgreichste Teil der Reihe, sondern auch Tom Cruises größter Erfolg bis Top Gun: Maverick 2022. In den USA konnte der Film 209 Millionen US-Dollar einspielen. Vor allem in den asiatischen Ländern feierte der Film große Erfolge. In Japan nahm er umgerechnet fast 70 Millionen, in China 66 Millionen und in Südkorea mehr als 51 Millionen US-Dollar ein. In Deutschland sahen 1,6 Millionen Besucher den Film im Kino. Zusammen mit Österreich nahm er im deutschsprachigen Raum etwa 14 Millionen Euro ein, umgerechnet 18,5 Millionen US-Dollar. Weltweit war Mission: Impossible – Phantom Protokoll der erfolgreichste Agentenfilm bis dato. Ein Jahr später wurde er von Skyfall abgelöst. Die vier „unmöglichen Missionen“ haben zusammen über 2 Milliarden US-Dollar eingenommen, 738 Millionen US-Dollar allein in den Vereinigten Staaten und 57 Millionen Euro in Deutschland, umgerechnet 75 Millionen US-Dollar.

## Synchronisation
Die deutsche Synchronbearbeitung entstand bei Berliner Synchron in Berlin. Das Dialogbuch verfasste Alexander Löwe, Synchronregie führte Clemens Frohmann.
| Rolle                          | Darsteller        | Deutscher Sprecher |
| ------------------------------ | ----------------- | ------------------ |
| Ethan Hunt                     | Tom Cruise        | Markus Pfeiffer    |
| William Brandt                 | Jeremy Renner     | Gerrit Schmidt-Foß |
| Benji Dunn                     | Simon Pegg        | Tobias Kluckert    |
| Jane Carter                    | Paula Patton      | Katharina Spiering |
| Kurt Hendricks                 | Mikael Nyqvist    | Lutz Schnell       |
| Anatoly Sidorow                | Wladimir Maschkow | Stephan Rabow      |
| Bogdan                         | Miraj Grbic       | Matthias Klie      |
| Brij Nath                      | Anil Kapoor       | Tobias Meister     |
| IMF-Sekretär                   | Tom Wilkinson     | Jürgen Kluckert    |
| Leonid Lisenker                | Ivan Shvedoff     | Ivan Shvedoff      |
| Luther Stickell                | Ving Rhames       | Tilo Schmitz       |
| Sabine Moreau                  | Léa Seydoux       | Emily Behr         |
| The Fog                        | Ilia Volok        | Axel Lutter        |
| Trevor Hanaway                 | Josh Holloway     | Johannes Berenz    |
| Wistrom                        | Samuli Edelmann   | Tim Moeseritz      |
| Stimme des Auftraggebers (IMF) | Brad Bird         | Michael Iwannek    |

## Kritiken
Der Film erhielt überwiegend positive Kritiken und erreichte bei Rotten Tomatoes eine Bewertung von 94 %, basierend auf 249 Kritiken. Bei Metacritic konnte ein Metascore von 73, basierend auf 47 Kritiken, erzielt werden. Er ist damit gemeinsam mit dem fünften Teil der bisher am besten bewertete Film der Reihe.

„Der spektakuläre Actionthriller folgt zwar einem nicht immer stimmigen Spannungsaufbau, unterhält aber wirkungsvoll als fulminantes, mitunter amüsant selbstironisches Feuerwerk exzellent inszenierter Action- und Effekte-Szenen.“

„Wenn das keine unmögliche Mission ist: Ein Regisseur, der bisher nur Animationsfilme gedreht hat, eine Action-Saga, die ihre besten Zeiten hinter sich hat, und Tom Cruise, der wohl meistgehasste Hollywood-Star. Trotzdem ist der vierte Teil der ‚Mission: Impossible‘-Reihe grandios.“

„Spektakuläre Einbrüche, halsbrecherische Stunts, Cruise’sche Coolness en masse – also alles wie gehabt? Ja, dennoch ist ‚M:I-4‘ der bislang beste Teil: […] Brad Bird hat die Reihe, die für explosive Action steht, um ein wichtiges Element erweitert: Spaß. Simon Pegg sorgt mit trockenem Humor für viel zusätzlichen Fun. Und Hunt hantiert mit diversen witzigen Hightech-Gadgets, um die ihn selbst 007 beneiden würde. Nicht nur deshalb: Bond muss sich anstrengen, will er diese Mission noch toppen.“

„Old-School-Agenten-Action mit herausragenden Stunts.“

## Auszeichnungen
Der Film, seine Darsteller und die Filmcrew wurden 2012 für zahlreiche Filmpreise nominiert, darunter bei den Saturn Awards, Kids’ Choice Awards, MTV Movie Awards, Rembrandt Awards, Teen Choice Awards, Visual Effects Society Awards sowie den Taurus Awards 2012.

## Trivia
Nach den Regeln der Rechtschreibung müsste der Titel „Phantom-Protokoll“ oder „Phantomprotokoll“ lauten, siehe Leerzeichen in Komposita.